# Площадь Революции (Луганск)
Площадь Революции (укр. Площа Революції) — одна из старейших площадей Луганска, расположенная в исторической части Ленинского района города.
Территориально размещена между Почтовой улицей и улицей Ленина.
На площади разбит одноимённый сквер, в котором находится некрополь революционных деятелей Луганщины и военнослужащих Красной армии.

## История

### Базарная площадь

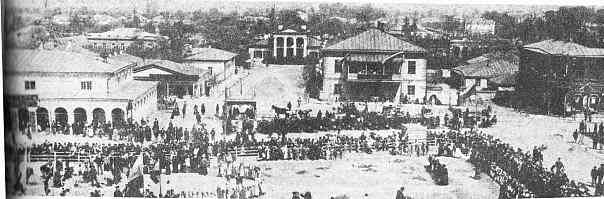
Базарная площадь в Луганске

В начале XIX века в посёлке Луганский завод между улицами Английской и Петербургской сложился первый организованный рынок.
Упорядоченное торговое пространство представляло собой замкнутый прямоугольник из сводчатых одно-двухэтажных зданий с двориком-площадью в центре.
Рыночные постройки по периметру традиционно назывались «торговые ряды» или «гостинные ряды».
Лавки помещались по внешним сторонам.
Если здания имели два этажа, то торговые помещения располагались на первом, а второй использовался под склад или контору.
Кроме того, каждое здание имело подвальное помещение с отдельным люком для разгрузки товара и собственный выход во внутренний двор.
Все лавки имели свой уникальный номер, который обычно обозначался на вывеске, на стекле входной двери и на ставнях.
Площадь, на которой размещался рынок получила традиционное название Базарной.
Рядом с площадью стояло здание Земской Управы (ныне средняя школа № 2).
С трёх других сторон площадь окружали магазины — «Бакалейные и гастрономические товары А. К. Кушнаревой», «Галантерейные товары Ш. Меркуловича», магазины Д. Ноткина «Мебель и зеркала», Я. Кумана и гостиница «Венеция».

### Успенская площадь
Самой первой церковью на территории посёлка Луганский завод стала деревянная Успенская церковь, возведённая в 1821 году на Базарной площади.
В 1830 году она сгорела, и новая каменная церковь была построена лишь в начале 1850-х годов.
Через продолжительное время Старобазарная площадь переименовали в Успенскую.
В 1900 году на Успенской площади знатными людьми города был разбит Успенский сквер (ныне сквер Революции).
В 1901 году при большом скоплении народа он был освящён, и вскоре стал любимым местом отдыха горожан.
От Успенского сквера начинались две улицы — Петербургская и Успенская.

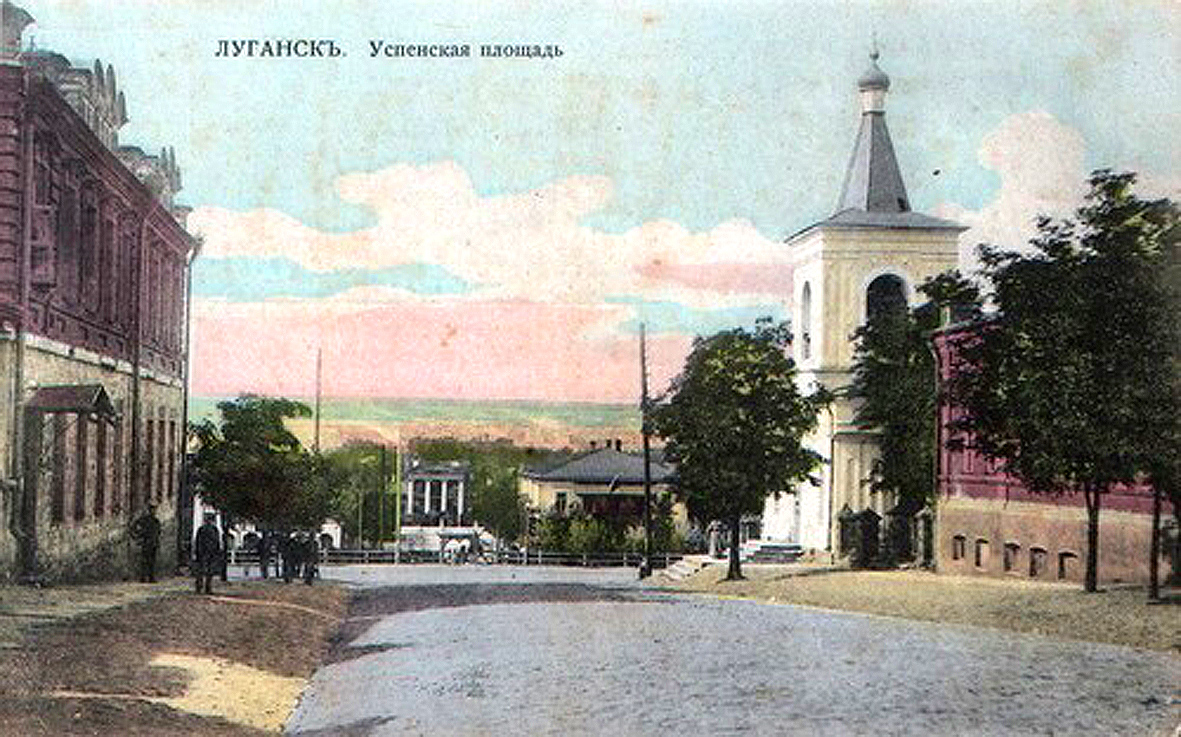
Успенская церковь на одноимённой площади.
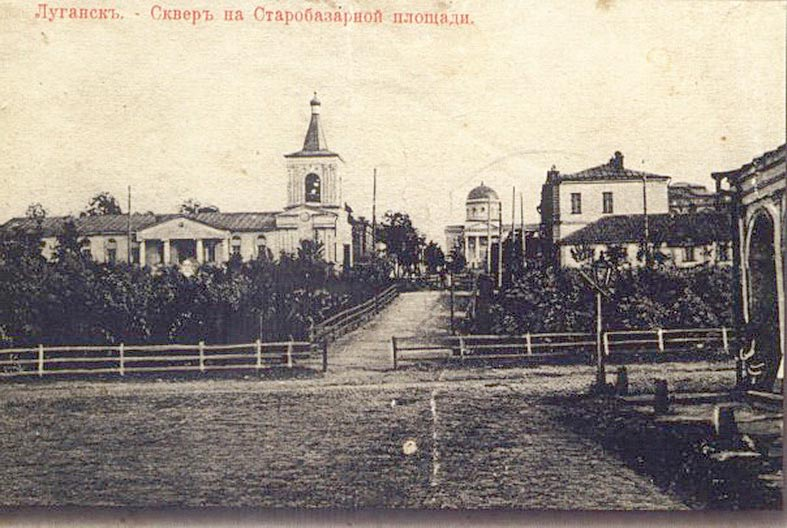
Успенский сквер. Слева — Успенская церковь.
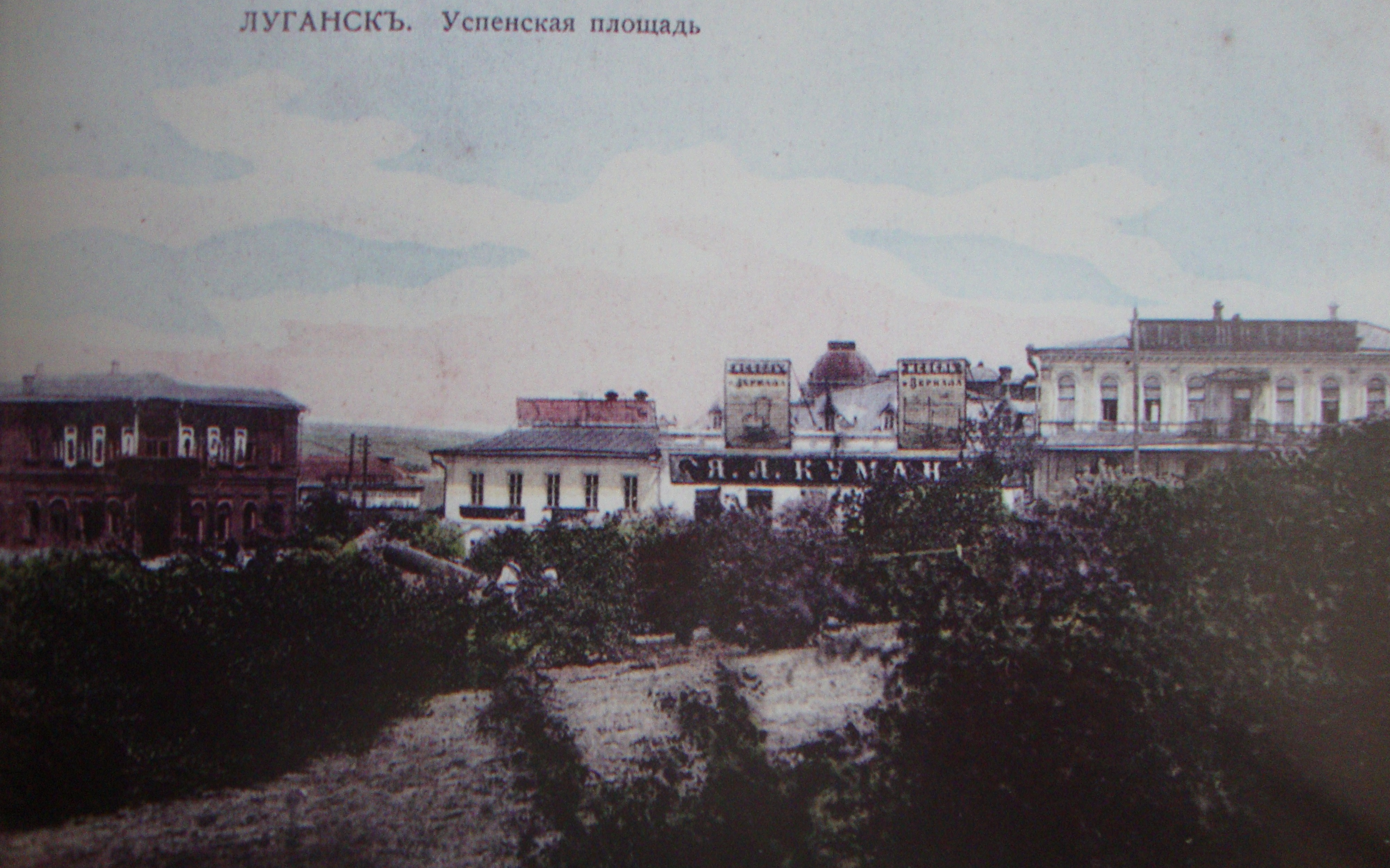
Успенский сквер. На заднем плане — магазин Я. Кумана.
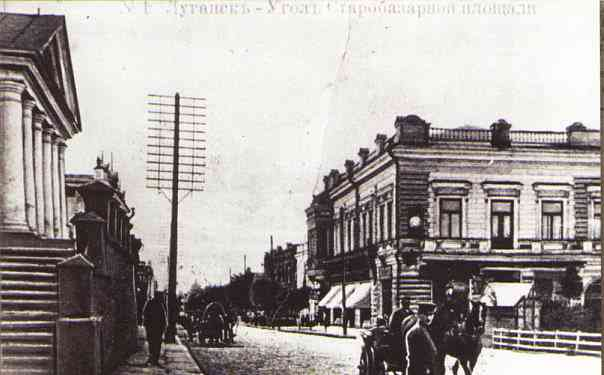
Угол Старобазарной площади
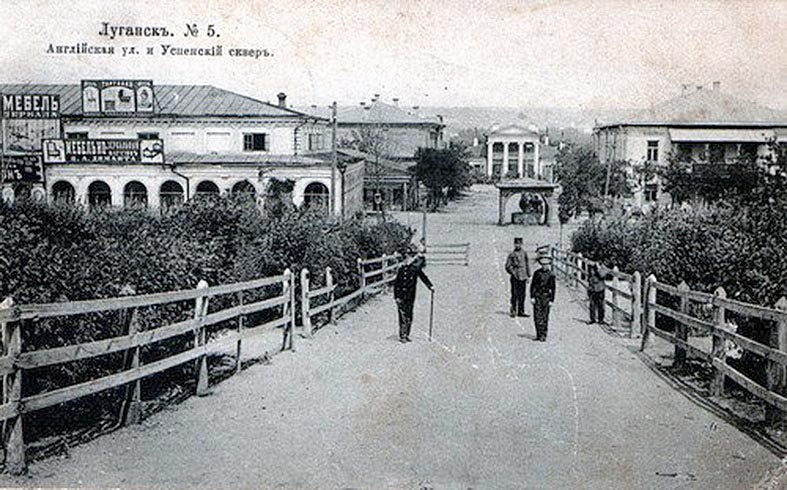
Успенский сквер пересекаемый Соборным переулком[1]. На заднем плане — Водолечебница.
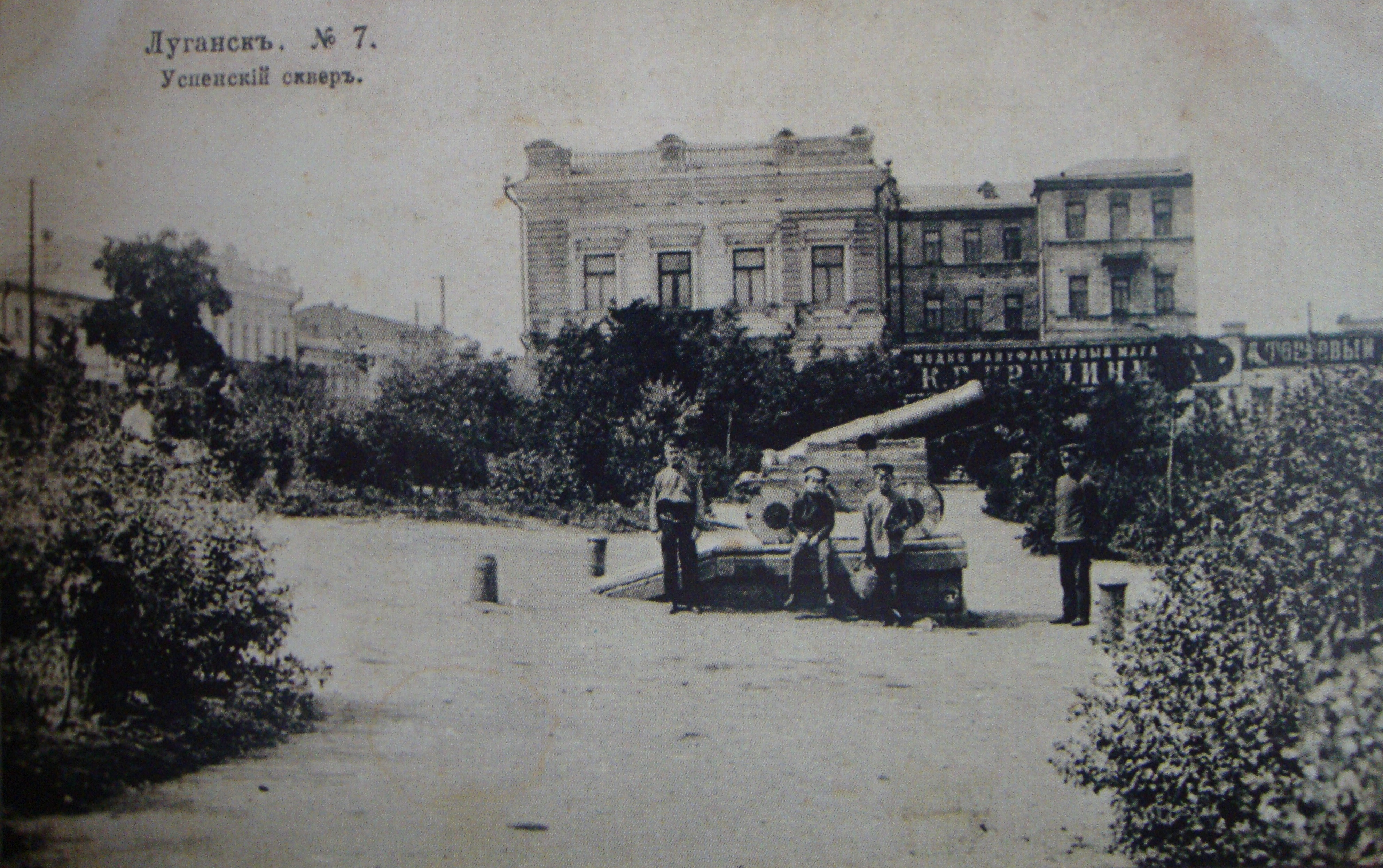
Дети и гаубица «Крепостной Единорог» в Успенском сквере.

### Площадь Революции

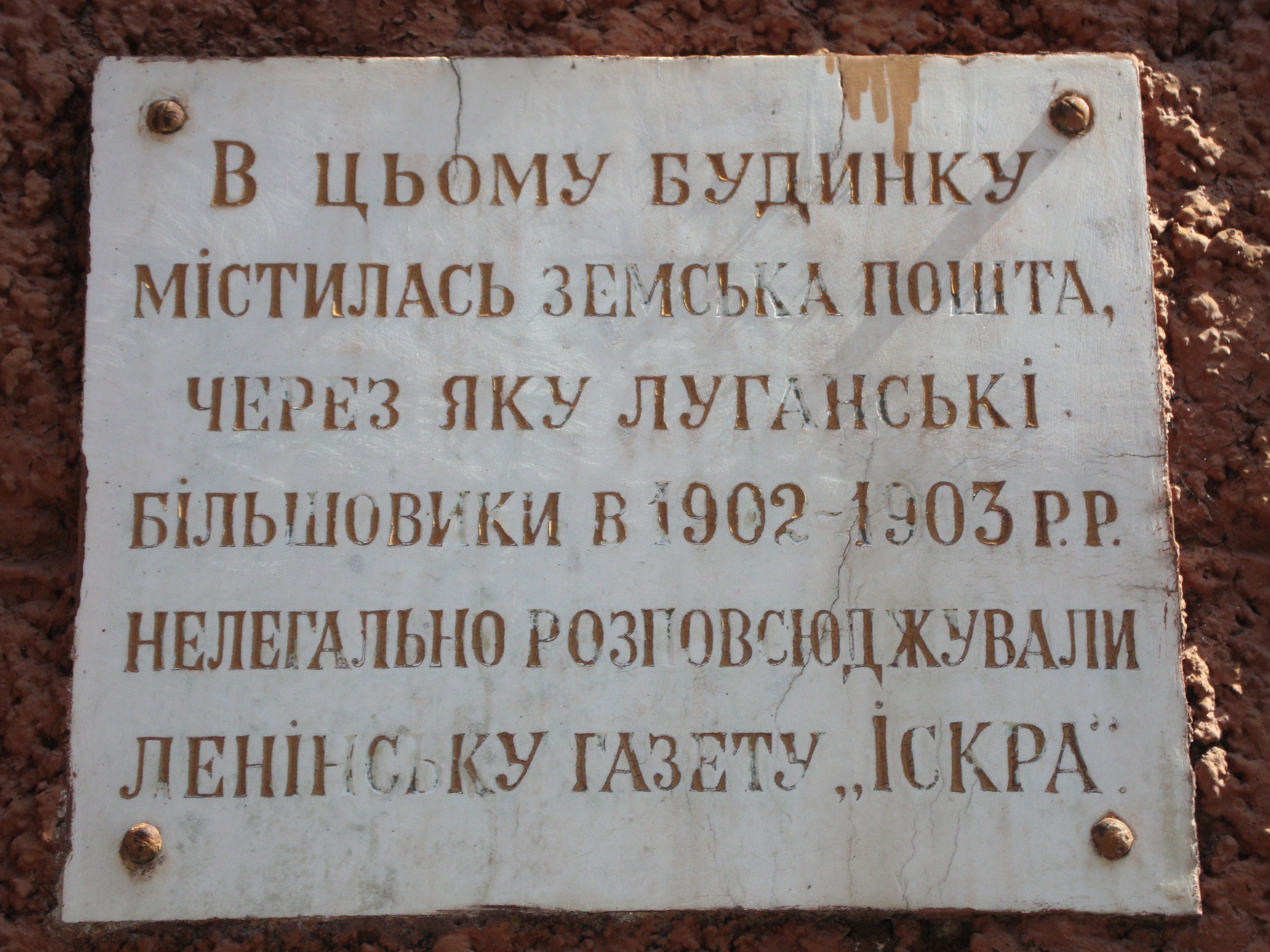
Мемориальная доска на здании средней школы № 2

Перед Октябрьской революцией Успенская площадь и сквер стала местом встречи большевиков с друзьями, которые между собой на конспиративном языке называли это место «биржей».
После 1917 года площади дали новое имя — Революции.
В 1924 году (по другим данным — в 1932 году[уточнить]) на площади Революции был установлен памятник В. И. Ленину (скульптор Д. Королёв).
Памятник Ленину стоял как раз напротив церкви, поэтому с целью улучшения архитектурного пространства площади в 1924—1925 годах церковь снесли и на её месте построили дом для ответственных работников губисполкома.
По другим данным, в конце 1920-х здание Успенской церкви было перестроено в музей Революции им. К. Е. Ворошилова, а колокола собора — переплавлены.

## Описание

### Застройка

#### Историческая застройка
От исторической застройки площади сохранились дом с магазином (бывший А. К. Кушнаревой, после — магазин «Живая рыба», а с 2008 год — Бюро технической инвентаризации; по адресу пл. Революции д. 2), здание средней школы № 2 (бывшая Славяносербская земская управа, реконструкция 1932—1934 годов), современное здание областной филармонии (бывший магазин Николаева, позже — ресторан «Донбасс»).

#### Славяносербская земская управа — Средняя школа № 2

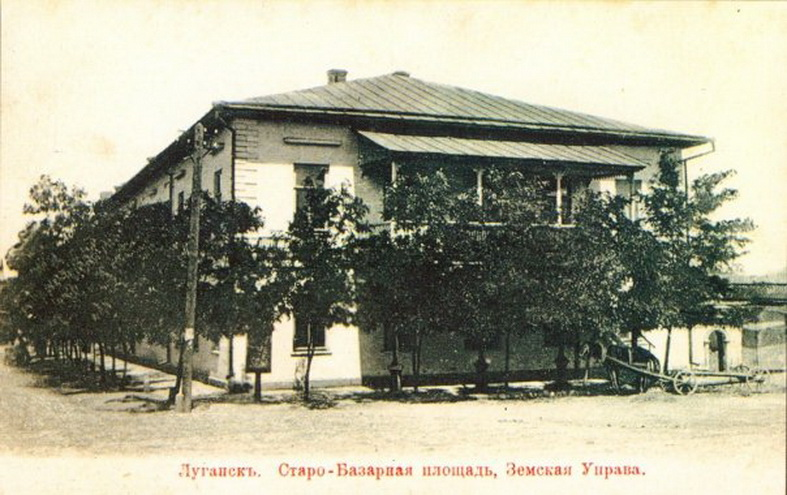
Славяносербская земская управа

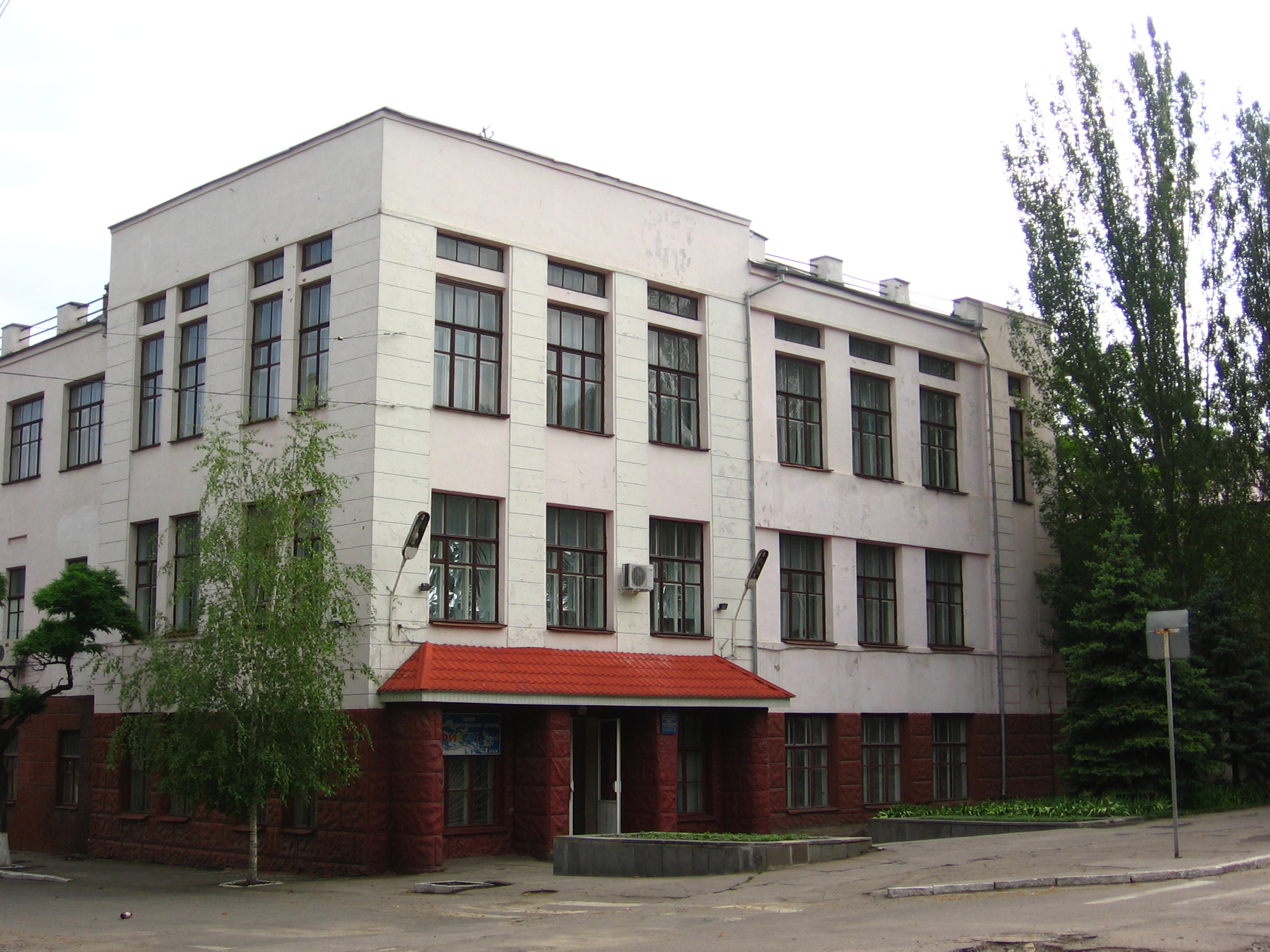
Средняя школа № 2

Напротив Успенской церкви, на другой стороне площади, располагалось двухэтажное здание Славяносербской земской управы.
С 1 мая 1903 года зедомство издавало «Листокъ объявлений Славяносербскаго земства», который был первым печатным изданием города.
Газета выходила таражом в 850 экземпляров.
Стоила приблизительно 50 копеек, однако ведомства и чиновники получали издание бесплатно.
Редактором «Листка» был глава управы.
В начал XX века в здании располагалась почта, через которую на протяжении 1902—1903 годов нелегально распространялась газета «Искра».
Позже на здании была установлена мемориальная доска об этих событиях.
В 1932—1934 годах в здании бывшей Славяносербской управы была проведена реконструкция, после чего в ней располагается средняя школа № 2.

#### Горно-коммерческий клуб — Луганская областная филармония

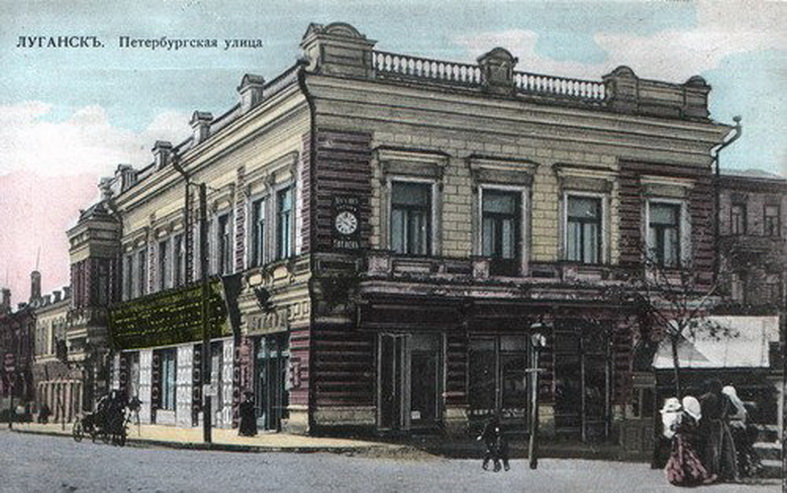
Здание горно-коммерческого клуба, на месте которого возведена филармония

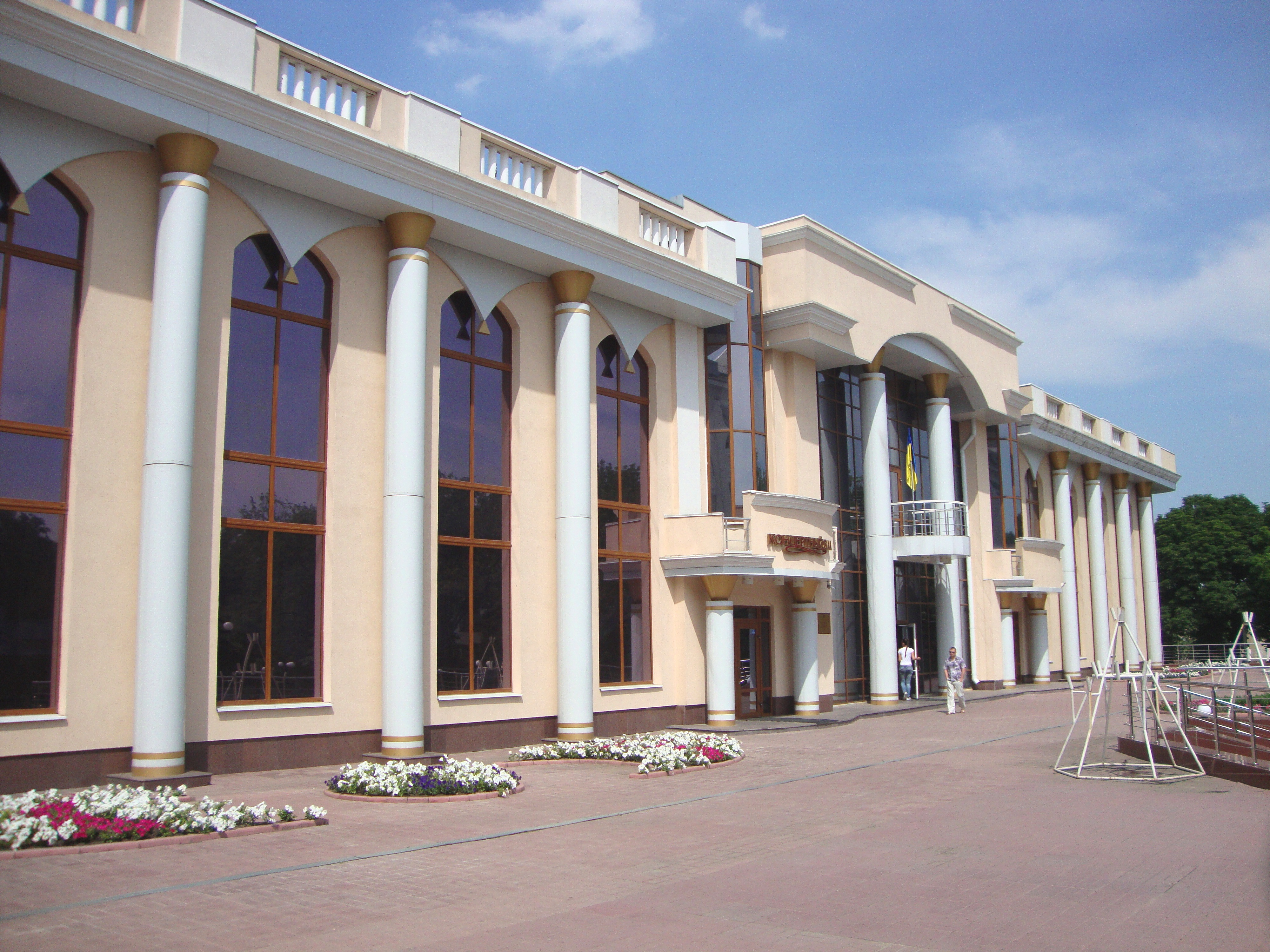
Луганская обласная филармония

В 1880-х годах на месте, где сейчас находится Луганская областная филармония было построено двухэтажное здание.
Первый этаж использовался для коммерческих целей.
Магазин принадлежал купцам Тумасовым, но арендовали помещение аптека Бернславского, магазин готового платья Розенцвайг, а у самих Тумасовых был мануфактурный магазин с обувным отделом.
Второй этаж занял Горно-коммерческий клуб (до того, как построил собственное здание на улице Пушкина).
После переезда клуба на новое место в доме располагался танцевальный класс и кинотеатр «Художественный».
С 1930-х годов в доме расположился театр юного зрителя.
Здание чудом уцелело во время Великой Отечественной войны (стоящие рядом были разрушены), и с 1945 года в нём разместилась филармония, кукольный театр и кинотеатр «Хроника».
В 1960-х годах планировали реконструировать здание, однако потом было принято решение его снести и отстроить заново, что и было реализовано.
В 1984 году в здании филармонии был установлен орган.
В 2001 году здание филармонии вновь было признано аварийным и подверглось реконструкции, по завершении которой в ней размещалось два зала — на 503 и 70 мест.

#### Современная застройка

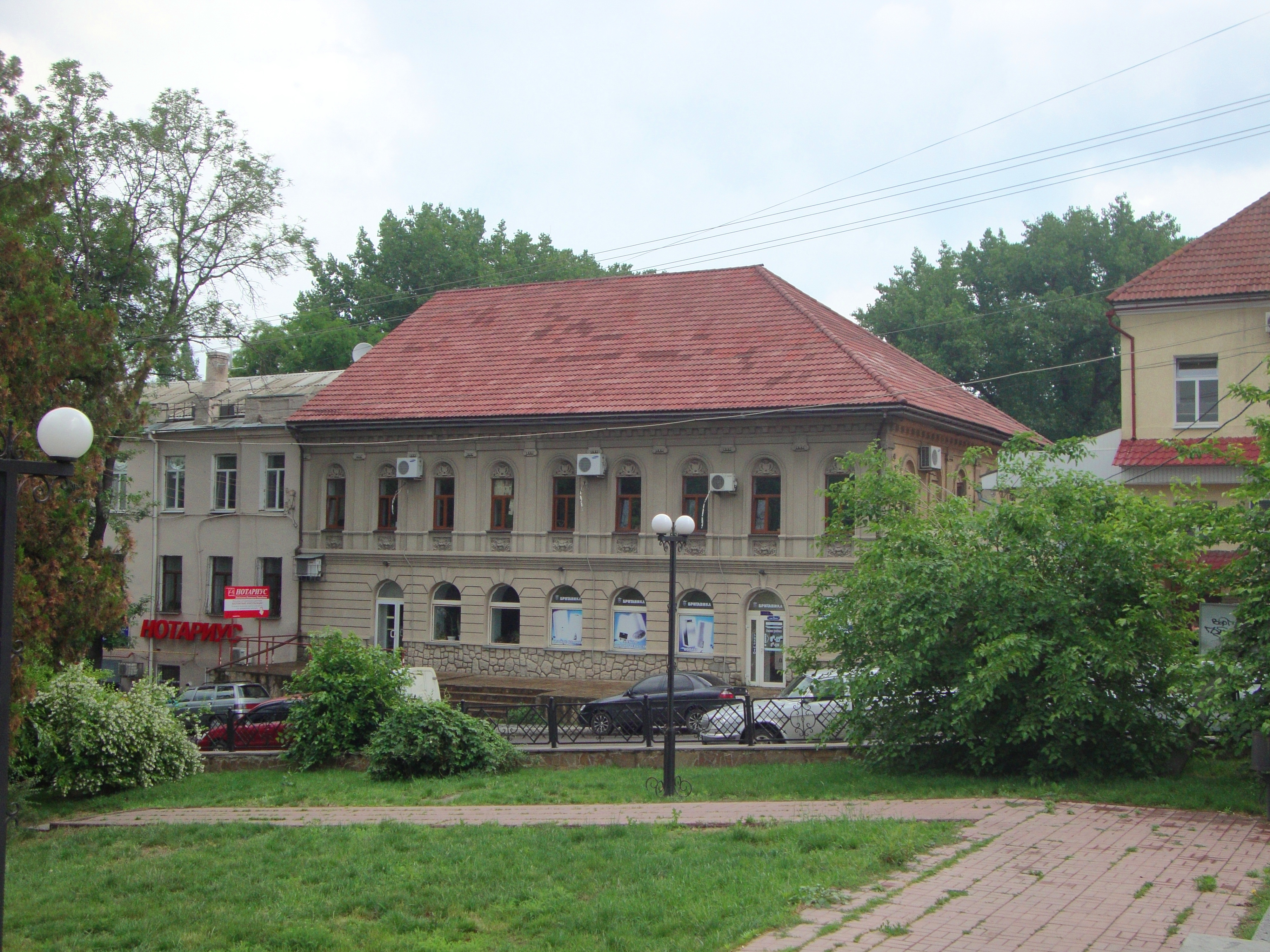
Угол Сквера Революции
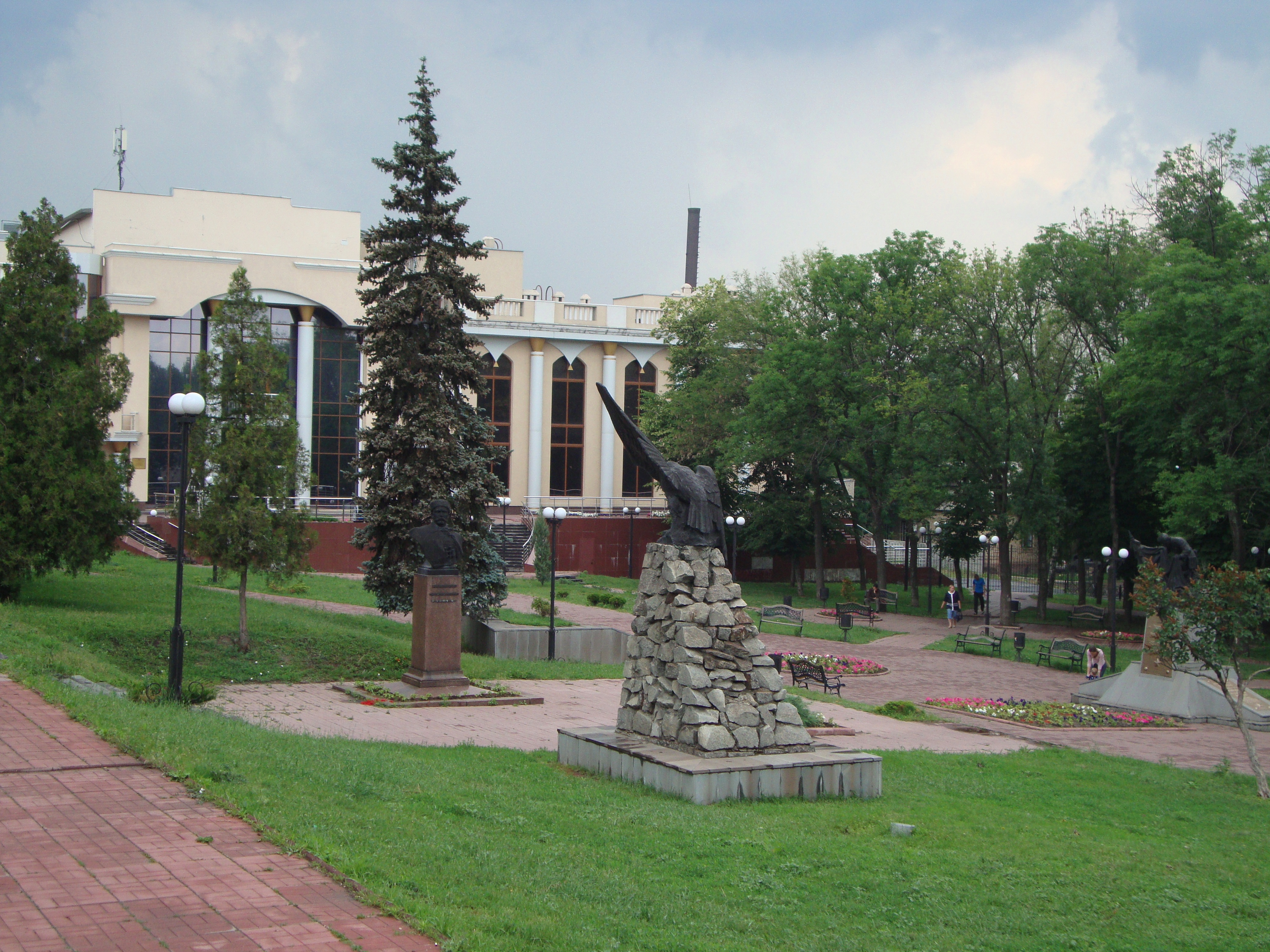
Сквер Революции
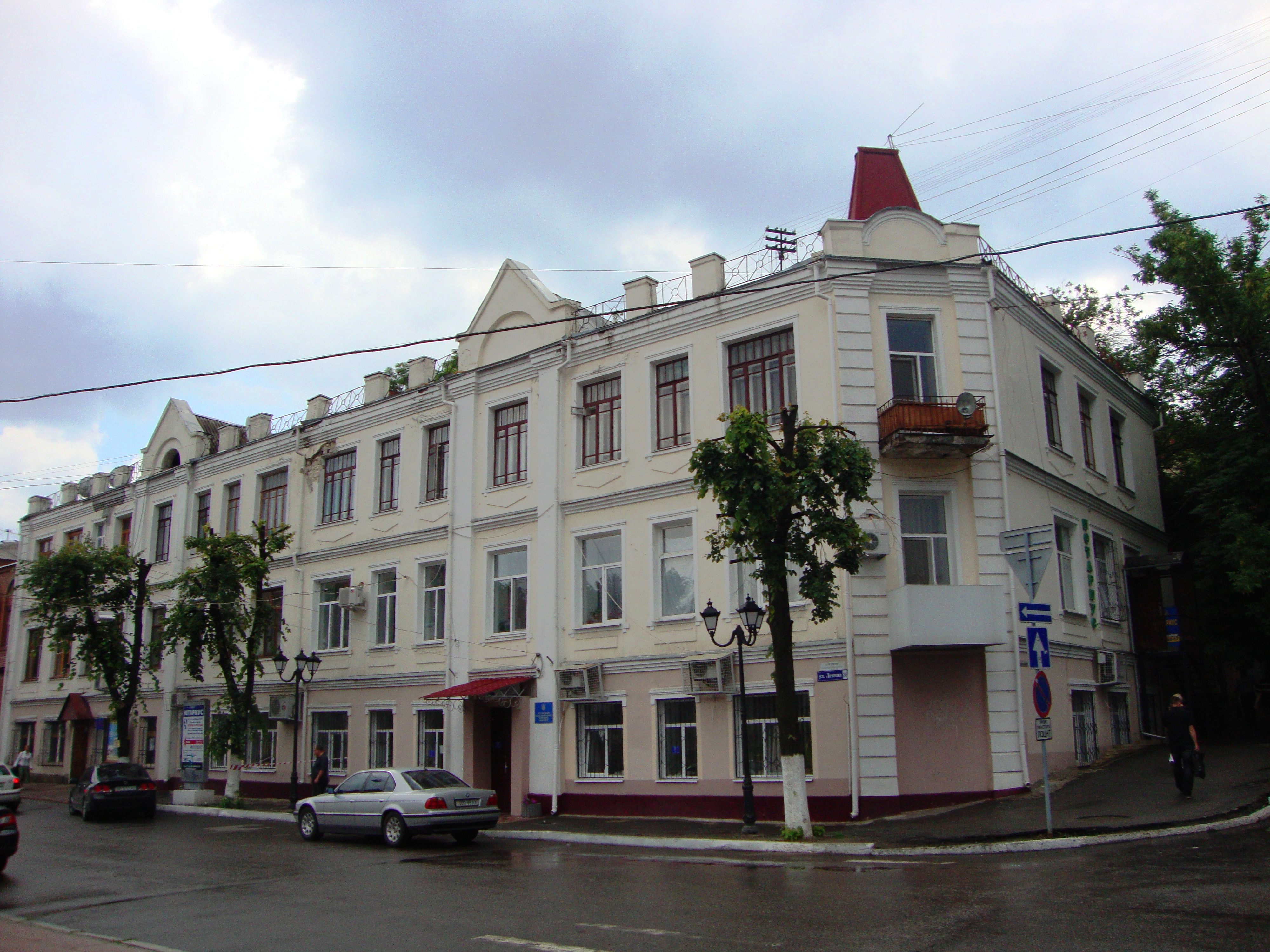
Жилой дом №36

### Сквер Революции
Сквер на площади представляет собой своеобразный революционный некрополь.
Слева от памятника Ленина расположены могилы с памятниками — герою гражданской войны Александру Пархоменко (скульптор Н. Можаев, 1957; могила перенесена в 1936 году с городского кладбища), командиру партизанского отряда в годы ВОВ И. М. Яковенко (скульпторы В. Мухин и В. Федченко, 1945). Здесь же — братские могилы красногвардейцев, погибших за Советскую власть в 1917—1919 гг. и воинов-освободителей г. Ворошиловграда (1943 г.).
Справа — могилы видных Луганских революционеров: Ивана Алексеева, Ивана Орешко, Петра Богини.

### Памятники
| Название                                                            | Авторы                                                                      | Год сооружения           | Изображение | Сведения |
| ------------------------------------------------------------------- | --------------------------------------------------------------------------- | ------------------------ | ----------- | --- |
| Памятник Ленину В. И.                                               | Скульпторы: В. И. Мухин, В. Х. Федченко, В. И. Агибалов, И. М., Мизин Б. В. | 1932 год                 |             | Бронзовая скульптура в рост. В. И. Ленин изображён в момент выступления. Правая рука на трибуне, в левой — записная книжка. На лицевой стороне постамента сверху надпись: «Ленин». На трех других сторонах — барельефы с изображением эпизодов революционной деятельности Ленина в 1917 году. Скульптура, барельефы, буквы — бронзовые. Постамент из песчаника. |
| Могила Пархоменко А. Я.                                             | Скульптор: Можаев Н. В. Архитектор: Шарапенко В. О.                         | 1957 год                 |             | На могиле А. Я. Пархоменко установлен его бюст на постаменте прямоугольной формы. Герой изображён в бурке с биноклем на груди. На постаменте накладными буквами надпись: «Александр Пархоменко (1885—1921)». Бюст бронзовый, постамент из красного гранита. Высота бюста — 1,3 м; высота постамента — 2,17 м; ширина постамента — 63 см. |
| Могила Яковенко И. М.                                               | Скульпторы: Мухин В. И., Федченко В. Х.                                     | 1944 год (рек. 1974 год) |             | На могиле памятник: на постаменте из необтесанного камня пирамидальной формы — скульптура орла. Его правое крыло распростёрто, левое — безжизненно опущено, в клюве — пулемётная лента. На лицевой стороне постамента доска с надписью: «И. М. Яковенко 1910—1942». Скульптура орла из железобетона, высота 1,4 м. Постамент из камня и цемента, высота 2,3 м. Мемориальная доска из металла. |
| Братская могила офицеров Советской Армии                            | Скульптор: Мухин В. И.                                                      | 1944 год                 |             | На прямоугольном постаменте — скульптура коленопреклонённого офицера Советской Армии, целующего боевое знамя. На лицевой стороне постамента надпись: укр. «Визволений Ворошиловград — героям Великої Вітчизняної війни». Постамент из кирпича и цемента. Скульптура — железобетон, окованный медью. В братской могиле похоронены 5 офицеров Советской Армии 3-й гвардейской армии Юго-Западного фронта: гвардии подполковник Дмитриев А. С., гвардии подполковник Дементьев Н. А., гвардии полковник Парховников, гвардии майор Митин М. Т., гвардии старший лейтенант Махров С. В., павшие смертью храбрых 14 февраля 1943 г. при освобождении Ворошиловграда.                                        |
| Братская могила луганских рабочих                                   | —                                                                           | 1957 год                 |             | Могила обрамлена бордюром из серого гранита размером 1,7*2,5 м. На могиле надгробная плита с надписью: «Здесь похоронены Луганские рабочие, погибшие за власть Советов. 1917—1919 гг. Бондаренко Д. Н., Бондаренко И. Н., Гуров С. Н., Сумской Г. С., Катариогло А. П., Мочалов В. Р., Чернов А. К., Чайка А. А., Бобошко И., Черпак Н., Криворученко Д.» Надгробная плита из чёрного полированного гранита. |
| Могила Алексеева-Кума И. И. Могила Орешко И. С. Могила Богини П. И. | —                                                                           | 1957 год                 |             | Три объединённые в одну могилы. На могиле Алексеева-Кума И. И. — плита-надгробье. В верхней части её барельеф Алексеева-Кума, в центре — надпись: «Алексеев-Кум Иван Ильич. Родился 18.01.70 г. Умер 19.10.44 г.» Плита-надгробье из металла Размеры плиты — 1,5*0,8**0,5 м. Заменены плиты. На могиле Орешко И. С. — надгробная плита. Плита-надгробие — из металла. Размеры — 1,5*0,8 м (в верхней части) * 0,5 м (в нижней части). На могиле Богини П. И. — плита надгробная, в верхней части — барельеф Богини, в центре надпись: «Богиня Петр Иванович. Родился 20.11.1898, умер 17.1.1944 гг.» Надгробие-плита из металла. Размеры 1,5*0,8 (в верхней части) * 0,5 (в нижней) м. Заменены плиты. |